# Bolyai János Textilipari Technikum
A Bolyai János Textilipari Technikum – teljes nevén: Bolyai János Fonó-, Szövő- és Hurkolóipari Technikum – ezen a néven 1955 és 1967 között működött, de ezt megelőzően és ezt követően is, más-más neveken – egészen 1997. szeptember 1-jéig, a tanintézet teljes megszűnéséig, az ország egyik legjelentősebb textilipari középfokú oktatási intézménye volt.

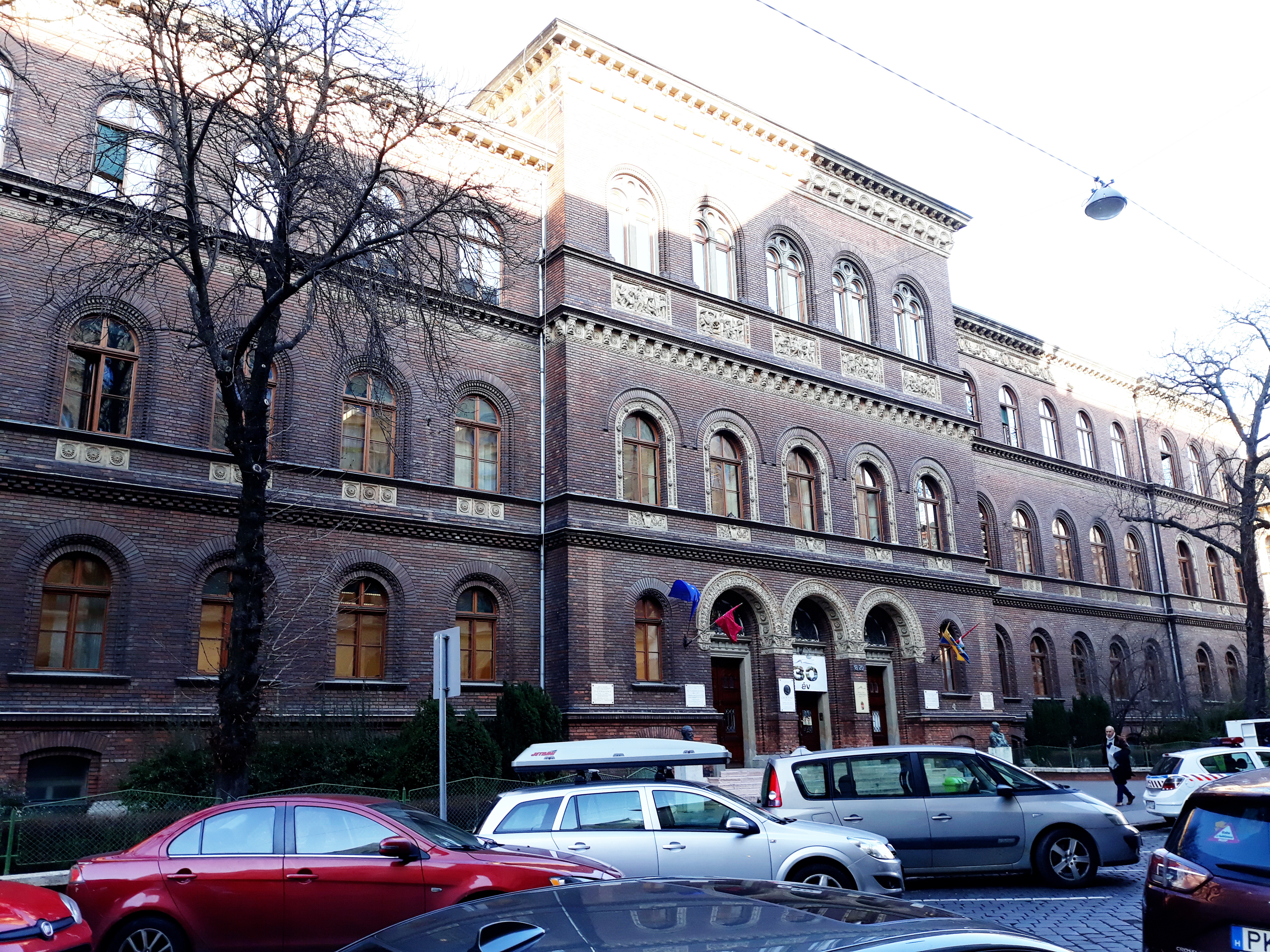
Az iskola főépülete a Markó utcában

## Az iskola története
Az 1920-as évek a magyarországi textilipar fellendülését hozták. A két világháború között ez az iparág fejlődött talán leggyorsabban. Ennek egyik fő oka az volt, hogy megszűntek a textilipar fejlődését gátló korábbi tényezők, mindenekelőtt az Osztrák–Magyar Monarchia olyan irányú iparpolitikája, amely elsősorban az osztrák és a cseh textiliparnak kedvezett. A külföldi konkurenciát védővámokkal nagy mértékben korlátozták, így mód nyílt arra, hogy a hazai igényeket magyarországi gyárak elégíthessék ki. A 20. század második-harmadik évtizedében nagyon sok textilgyárat alapítottak és a régebben alapítottakat is jelentősen bővítették. Több ekkor létesült textilgyár országos, sőt európai hírnevet szerzett. A hazai textilipar nagyarányú fejlesztése szükségessé tette a szakemberképzés megalapozását is, hiszen korábban jobbára külföldi – német, osztrák és cseh – szakemberek, mesterek dolgoztak az üzemekben. A korábban Késmárkon (ma Kežmarok, Szlovákia) működött textilipariskola pótlására létesítette a magyar állam és a Textilgyárosok Országos Egyesülete 1925-ben Budapesten az Állami Textilipariskolát. Az iskola szerény keretek között, egy katonai raktár épületében kezdte meg működését, egyéves szövőmesterképző és több esti tanfolyam indításával. 1932-ben az iskola szövőipari tanműhelye kötőgépekkel felszerelt műhellyel bővült, majd az 1933/1934-es tanévben a mesterképző tanfolyam mellett hároméves szövő- és kötőipari szakmai oktatás indult.  1934-ben az iskola az Újpesti Magyar Királyi Állami Fa- és Fémipari Szakiskola épületébe költözött, majd 1943-ban foglalhatta el végleges helyét a Bolyai János Főreáliskola Budapest V. Markó u. 18-20. sz. alatti épületében, megtartva a Bolyai nevet is.  A régi épület mellé kétemeletes műhelyépületet építettek, ami 1944-ben készült el. Az Állami Bolyai Szövő-fonóipari Középiskola 1949-ig működött ezen a néven, 1950-ben 18. sz. Ipari Gimnázium Textilipari Tagozat, 1951-ben 1. sz. Textilipari Technikum  néven szerepelt. Harminc éves fennállásának évfordulóján, 1955-ben újra a Bolyai nevet vette fel és 1967-ig Bolyai János Fonó-, Szövő- és Hurkolóipari Technikumként működött. Az 1967/68 tanévtől kezdve a neve Bolyai János Textilipari Szakközépiskola volt. Ezt követőleg, az 1980–1990-es években számos oktatásügyi átalakítás során különböző neveken (a „Bolyai János”-t megtartva, de a „technikum” helyett „szakközépiskola”, „szakmunkásképző intézet”) folytatta tovább oktatási tevékenységét, nagyban segítve ezzel a hazai textilipar középfokú képzettségű szakemberekkel történő ellátását.

## Az iskola jelentősége
A második világháború után hazánkban a textilipar igen jelentős gazdasági tényezővé vált. Az 1948–1949-ben végrehajtott államosítások és az azt követő iparpolitikai irányelveknek megfelelően az 1960–1970-es években létrehozott nagyvállalatok számos közép- és felsőfokú képzettségű textilipari szakembert igényeltek és a Bolyai, valamint a többi, hozzá hasonlóan szervezett győri, szegedi textilipari technikum, valamint a – szintén jelentős szakmai előzményekkel rendelkező – 1968. szeptember 1-jén létrehozott Than Károly Vegyipari Szakközépiskola, amely a textil-, a bőr és a papíripar számára képzett technikusokat, fontos szerepet töltött be a szakemberképzésben. Az ebben az időszakban ezekben az iskolákban végzett szakemberek közül sokan kaptak később fontos szerepet az iparvezetésben és a vállalatok felső- és középszintű vezetésében.

## Oktatási tevékenység
A Bolyai már kezdettől fogva a szakma három alapvető területét (fonás, szövés, kötés-hurkolás) felvette oktatási tevékenységébe. Az elméleti oktatásban a szorosan vett szakmai tantárgyak (anyagismeret, fonás, szövés, szövés kötéstan, kötés-hurkolás technológiája, kötöttáruk kötéstana, kikészítés, textilgyárak gépészeti berendezései, rajz) mellett a közismereti tárgyak (magyar, történelem, matematika, fizika, kémia, az akkor kötelezően tanított orosz nyelv, valamit a testnevelés) is nagy súllyal szerepeltek a tantervben. A kötő-hurkolóipari oktatáshoz (az iparág jellegzetességeinek megfelelően) ezen a szakon szabás-varrást is tanultak a diákok. A szakmai tantárgyakat a szakmát kiválóan ismerő textilipari szakemberek oktatták, akik között nem egy maga is ennek az iskolának valamelyik elődjénél végezte tanulmányait –, a közismereti tantárgyakat kiváló pedagógusok tanították. Az iskola hatalmas tanműhellyel rendelkezett, amelyben az akkori technológiai színvonalnak megfelelő gépeken sajátíthatták el a tanulók a gyártási műveletek fogásait. A kelmegyártó gépeken készített anyagok jelentős részét és a konfekcióüzemben készült ruhadarabokat részben értékesítették illetve a diákok maguk megvehették. A jobbára a háborút megelőző időszakból származó gépparkot az évek során idővel néhány korszerűbb géppel sikerült kiegészíteni.
Az oktatás 4 évig tartott, az első két évben mindenki ugyanazokat a szaktárgyakat tanulta, a 3. osztálytól kezdve szakosodtak a diákok, amikor is az adott szakterület szaktárgyai kerültek a központba. A negyedik év érettségivel zárult. Az érettségin magyarból, történelemből, matematikából és a szakosításnak megfelelő szaktárgyakból kellett vizsgázni, valamint a tanműhelyben egy meghatározott feladatsort kellett végrehajtani. A végzett diákok technikusi oklevelet kaptak.
A szakmai oktatás mellett az iskolában magas színvonalú kulturális és sportélet is zajlott.

## Az iskola későbbi sorsa
Az iskola ebben az eredeti formájában 1968-ig maradt fenn. Az akkor életbe lépett oktatáspolitikai változások folytán a továbbiakban elnevezésében nem „technikum”, hanem „szakközépiskola” lett, amelyben az oktatás 4 évig folyt lényegében ugyanúgy, mint korábban. (Az utolsó évfolyam, amely még 4 év után technikusi oklevelet kapott, 1971-ben végzett.) Az 1987-ben végrehajtott újabb módosítás lehetővé tette, hogy az érettségizett diákok egy 5. évfolyamot is elvégezhessenek, amelynek végén „technikusminősítő vizsga” letételével ismét technikusi oklevelet kaphattak. Az 1983/84-es tanévtől kezdve az 53. számú Ipari Szakmunkásképző Intézetet (amely addig Újpalotán, Kavicsos köz 2. sz. alatt működött) összevonták a Bolyaival, így az iskolában ettől kezdve 3 éves fonó- és szövőipari szakmunkásképzés is folyt.
Az 1989–1990-ben végbement politikai és gazdasági rendszerváltás a textiliparra nézve sajnos igen kedvezőtlen hatással volt. Az iparág elvesztette nagy exportpiacait (Szovjetunió, szocialista országok), a belföldi ruhaipari piacot pedig elárasztották az olcsó, ázsiai dömpingáruk, később a használt ruházati cikkek. A nagyarányú piacvesztés következtében a textilipari óriásvállalatok tönkrementek, széthullottak és a belőlük megmaradt kisvállalkozások sem mind voltak életképesek. Mindez sajnos oda vezetett, hogy a textilipar presztízse jelentősen csökkent és az állami oktatáspolitika koncepciói is nagymértékben módosultak, így ezeket a tanintézeteket ezekben a formájukban mind megszüntették. A Bolyait előbb 1997-ben – a tanműhely kivételével – átköltöztették a Than Károly Szakközépiskolába, a két intézményt Zsigmond téri Gimnázium, Műszaki Szakközépiskola és Szakmunkásképző néven összevonták. A tanműhely gépei – kevés kivétellel, amelyeket sikerült értékesíteni, vagy múzeumnak átadni – hulladéklerakóba kerültek. A Bolyai Markó utcai épületébe – éveken át tartó hosszas előkészítés és sok – az ingatlan tulajdonjogát is érintő – vita után, mialatt az épületben már mindkét iskola párhuzamosan működött, 2000-ben végleg a Xantus János Idegenforgalmi Gyakorló Középiskola költözött be.